# Donald A. Wollheim

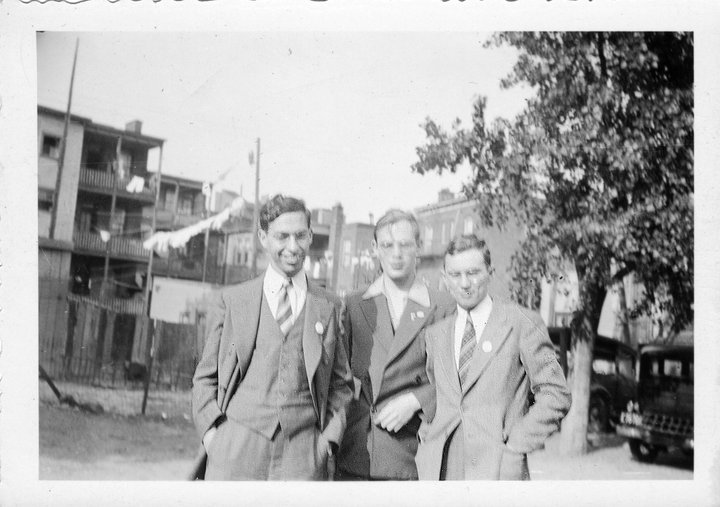
Donald A. Wollheim împreună cu Frederik Pohl și John Michel, 1938

Donald Allen Wollheim (n. 1 octombrie 1914, New York City, New York – d. 2 noiembrie 1990, New York City, New York) a fost un scriitor de literatură științifico-fantastică , editor și fan al genului. Ca scriitor, a publicat, pe lângă numele său real, sub numeroase pseudonime, cel mai folosit fiind David Grinnell. 
Este membrul fondator al grupului SF de fani Futurians care a avut o mare influență în Statele Unite în domeniul științifico-fantastic din secolul al XX-lea, precum și al uneia dintre cele mai celebre colecții science-fiction de editură, DAW Books.